# Civilflyg
Civilflyg är luftfart i civil verksamhet. Det omfattar bland annat civil kommersiell luftfart (passagerarflyg, privatflyg, transportflyg) och hobbyflygning.
I Sverige sköts civil luftfart av Transportstyrelsen.
Antonymen är militärflyg.